# Maître de Charles de France
Le Maître de Charles de France est un maître anonyme enlumineur actif à Poitiers, Rouen ou encore Bourges entre 1455 et 1485. Il doit son nom à un livre d'heures peint pour Charles de France (1446-1472) conservé à la Bibliothèque Mazarine à Paris (Ms.473). Il est généralement identifié à l'artiste Jean de Laval, au service du frère de Louis XI dans les années 1460.

## Éléments biographiques et stylistiques

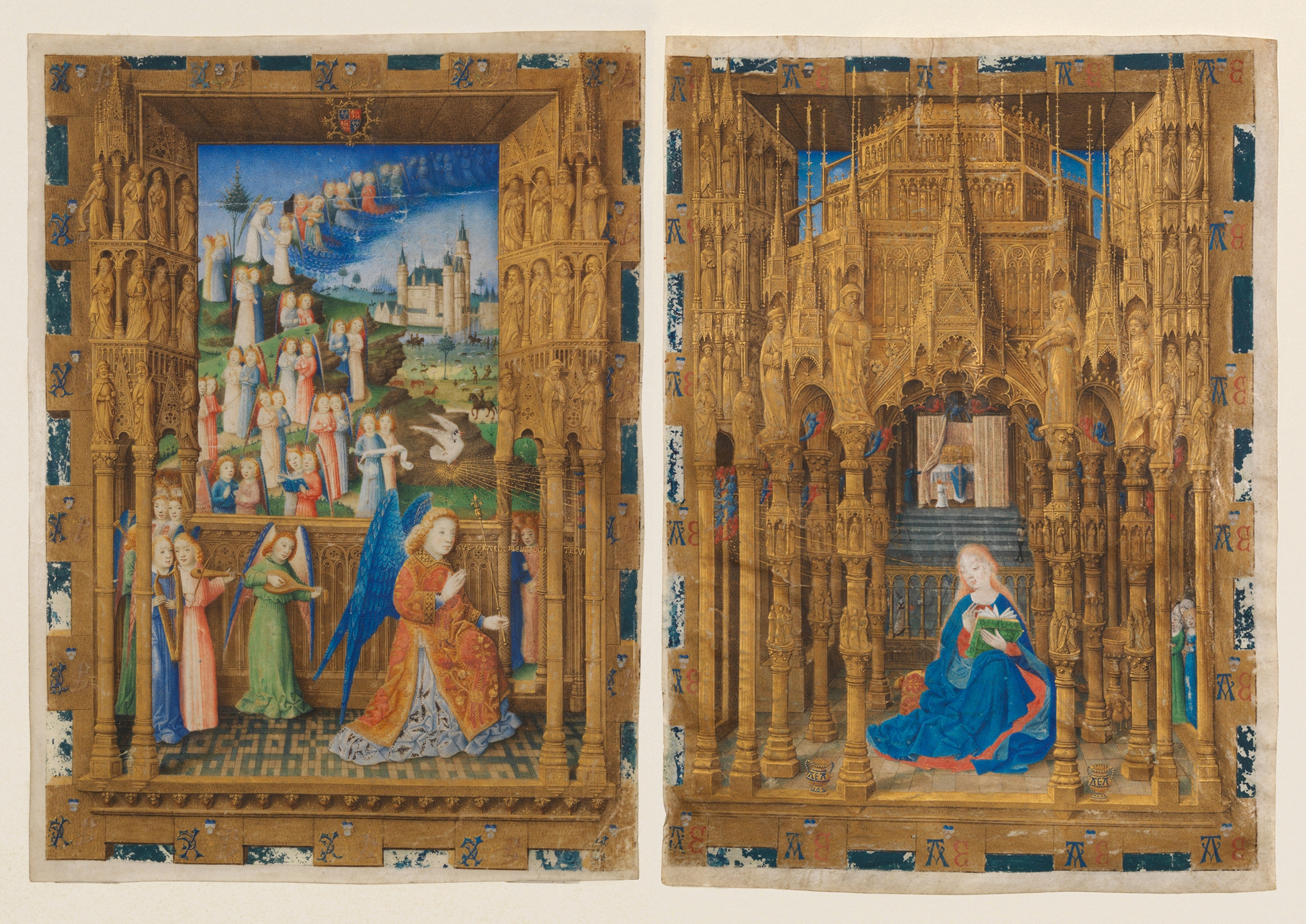
Annonciation, miniatures isolées des Heures de Charles de France, Metropolitan Museum.

La plus ancienne trace d'activité de l'enlumineur remonte aux années 1450 et à Poitiers où il décore un livre d'heures destiné à une femme. Par la suite, il travaille à son chef-d'œuvre qui lui a donné son nom, les Heures de Charles de France, qu'il décore en collaboration avec le Maître du Boccace de Munich, continuateur et peut-être fils de Jean Fouquet. Ce manuscrit a peut-être été commencé pour Louis Bâtard de Bourbon pour qui il a peint une miniature dans autre livre d'heures, mais il est terminé pour le fils du roi de France à qui le Maître de Charles de France reste attaché. Il travaille pour celui-ci successivement à Bourges, alors qu'il est duc de Berry et à Rouen après être devenu duc de Normandie. Sa trace se perd ensuite. Dans les années 1480, il peint un manuscrit de l'Histoire de Merlin pour l'évêque de Genève en Savoie ou de retour à Bourges, car le manuscrit est achevé par Jean Colombe, installé dans cette dernière ville. Il semble en tout cas bien connaître cette région, représentant de manière fidèle et à plusieurs reprises le château de Mehun-sur-Yèvre. 
Son style, influencé par l'art des primitifs flamands et notamment Jan van Eyck, est caractérisé par un usage intense des couleurs. Ses personnages sont mal proportionnés avec de grosses têtes par rapport au reste du corps. Il est plus habile dans la représentation des plis de drapés et dans les paysages ou les architectures. 

## Identification
Dans les archives de Charles de France, apparait un enlumineur du nom de Jean de Laval, qui est payé par le prince en 1463, 1467 et 1468. Par ailleurs, il pourrait s'agir de la même personne que Jean Gillemer, arrêté au Mans car il est soupçonné de jouer les agents de liaisons entre ce même Charles de France et le Comte du Maine et interrogé par Louis Tristan L'Hermite, grand prévôt de l'hôtel du roi. Cet interrogatoire nous apprend que cet artiste, originaire du Maine, est installé à Poitiers après avoir voyagé à Paris, Bruxelles et à Milan. Ces voyages expliquerait la connaissance de l'ars nova flamande et l'influence de l'architecture gothique de la cathédrale milanaise dans les heures de Charles de France. Plusieurs de ses personnages montrent une bonne connaissance de la mode italienne de l'époque.

## Principaux Manuscrits attribués

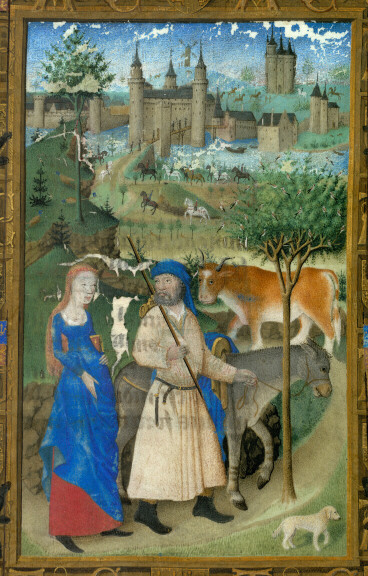
Voyage vers Bethléem, miniature des Heures de Charles de France

- Le Roman de Fauvel de Gervais du Bus, vers 1450, Bibliothèque nationale de Russie, Saint-Pétersbourg, Ms fr. Q.v. VI, 1
- Livre d'heures à l'usage de Poitiers pour une femme inconnue, 30 miniatures, vers 1455-1460, Bibliothèque nationale de France, NAL 3191
- Psautier-livre d'heures, à Bourges, vers 1455-1460, Morgan Library and Museum, New York, M.67[2]
- Heures de Charles de France, peintes à l'origine pour Louis bâtard de Bourbon, 1465, en collaboration avec le Maître du Boccace de Munich, Bibliothèque Mazarine, Ms.473[3], avec deux folios isolés conservés au Metropolitan Museum of Art de New York (58.71 a, b)[4]
- Manuscrit du Romuléon, destiné à Charles de France, vers 1461-1465, Fondation Martin Bodmer, Cologny, Ms.143[5]
- Manuscrit de la Consolation de la philosophie de Boèce, destiné à Charles de France, vers 1465, BNF, Fr.1949[6]
- Des quatre vertus cardinales du pseudo-Sénèque et Livre de vieillesse et Livre de l'amitié de Cicéron, 3 miniatures, vers 1460-1465, Bib. nat. de Russie, Ms.Fr.F.v.III.1
- Livre d'heures de Louis bâtard de Bourgogne, une miniature de l'Annonciation, Stonyhurst College (Lancashire), Ms.38
- Manuscrit du Secret des secrets, une miniature, BNF, NAF 18219[7]
- Livre d'heures, deux miniatures en collaboration avec un collaborateur du Maître de l'Échevinage de Rouen, mis en vente chez Sotheby's, 29 novembre 1990 (lot 140)
- Heures de Marguerite d'Orléans, vers 1475, bibliothèque de l'Université de Princeton, Garett Ms.55
- Histoire de Merlin de Robert de Boron, pour Jean-Louis de Savoie, 16 miniatures de la main du maître, vers 1481-1482, complété vers 1482-1486 de 20 miniatures inachevées par Jean Colombe, vers 1482-1486, BNF, Fr.91
- Manuscrit du Livre du cœur d'Amour épris, deux miniatures (f.16 et 17), BNF, Fr.1509[8]